# Veglia (poesia)
Veglia è una poesia di Giuseppe Ungaretti, pubblicata per la prima volta nel 1916 a Udine compresa in Il Porto Sepolto, rappresenta la quarta composizione della raccolta, scritta a Cima Quattro sul Monte San Michele il 23 dicembre 1915.
È la prima poesia di Ungaretti nella quale compare esplicitamente il tema della guerra.
L'opera descrive l'attaccamento feroce e impulsivo alla vita, nei momenti di maggior desolazione, come, in questa occasione, nella veglia notturna di un soldato, passata accanto al corpo martoriato di un compagno. Lo stile ha un forte accento espressionistico che ricorda le opere di Gottfried Benn, con vocaboli che esprimono le forti sensazioni visive e uditive procurate dalla barbarie della guerra, con immediatezza e crudo realismo, come «buttato [...] massacrato [...] bocca digrignata».

## Analisi
La poesia presenta versi liberi che, raggruppati in due strofe di diversa lunghezza, producono un ritmo variato: settenari, senari, quinari e, addirittura, quadrisillabi e bisillabi composti di un solo vocabolo. Ciò consente alla singola parola di emergere.
Il tessuto fonico è costruito sull'accentuazione del valore e del tono delle sillabe, con frequenti allitterazioni (consonanze, assonanze). Sul piano sintattico, prevale la paratassi, sorretta dai participi passati (“buttato”, “massacrato”, “digrignata”, “volta”, “penetrata”), inseriti all'interno di due proposizioni indipendenti, con i rispettivi verbi al passato prossimo ("ho scritto" e a "non sono mai stato").
L’aspetto caratteristico di Ungaretti, presente in Veglia, è l’ampia presenza degli spazi bianchi, su cui si stagliano versi brevi, talvolta brevissimi (definiti “versicoli”). Chi legge è indotto, pertanto, a soffermarsi e analizzare il vero significato delle parole, messe in rilievo in tal modo. Gli spazi bianchi fungono anche da punteggiatura, altrimenti assente, contribuendo a determinare, quindi, le pause e il ritmo.
Per quanto la poesia si presenti nella forma del diario di guerra, il risultato non è una mera cronaca, ma l’espressione di riflessioni profonde sul senso della vita e della morte, sulla natura e sul tempo, che testimoniano la tensione dell’uomo verso una condizione di armonia con l'universo. Il poeta soldato, quindi, affronta il dolore sognando uno stato di conciliazione e di equilibrio con la natura, esprimendo i valori segreti dell’esistenza e cogliendo nelle morti delle persone più care «i momenti della [...] gioia più intensa», come raccomandato da Aldo Palazzeschi nel Manifesto Il controdolore. L’esperienza soggettiva è capace di esprimere una forma oggettiva e universale. Proprio per questo motivo, Ungaretti non approda alla demolizione della forma e del significato, bensì alla ricerca dell’assoluto.

## Edizioni
- Il Porto Sepolto, Udine, Stabilimento tipografico friulano, 1916, SBN UFI0088963.

- Allegria di naufragi, Firenze, Vallecchi, 1919, SBN CUB0649045.

- L'Allegria, Milano, Preda, 1931.